# 无锡职业技术大学
31°29′54″N 120°16′06″E / 31.49827°N 120.26833°E
无锡职业技术大学，是位于江苏省无锡市的一所公办全日制职业本科学校。

## 历史
- 1959年3月，建立无锡农业机械制造学校，直属农业机械部。
- 1979年3月，更名江苏省无锡机械制造学校，隶属江苏省机械工业厅。
- 1991年，无锡市机械职工联合大学并入。
- 1999年7月，升格为无锡职业技术学院，隶属江苏省教育厅。
- 2009年12月，通过教育部、财政部验收。
- 2024年8月，无锡职业技术学院即将升格为本科高校。[2]
- 2025年升格更名为无锡职业技术大学。[3]

## 院系
- 机械技术学院
- 汽车技术系
- 机电技术学院
- 电子与信息技术学院
- 管理学院
- 财经学院
- 外语与旅游学院
- 数字艺术设计系
- 基础部
- 工业中心
- 市场部——继续教育学院
- 物联网技术学院